# Järvtjärn (naturreservat)
Järvtjärn är ett naturreservat i Vindelns kommun i Västerbottens län.
Området är naturskyddat sedan 1997 och är 14 hektar stort. Reservatet omfattar Järvtjärnen med våtmarker och västsluttningen av Järvtjärnkälen. Reservatet består i sluttningen av barrblandskog.